# Guitarra bipocillifera
Guitarra bipocillifera är en svampdjursart som beskrevs av Brøndsted 1924. Guitarra bipocillifera ingår i släktet Guitarra och familjen Guitarridae. Inga underarter finns listade i Catalogue of Life.